# Pelegrina dithalea
Pelegrina dithalea är en spindelart som beskrevs av Maddison 1996. Pelegrina dithalea ingår i släktet Pelegrina och familjen hoppspindlar. Inga underarter finns listade i Catalogue of Life.